# System informacji marketingowych
System informacji marketingowych (SIM) - sformalizowany i powiązany wewnętrznie zespół osób, urządzeń oraz procedur stworzonych w celu zapewnienia uporządkowanego dopływu trafnych informacji ze źródeł wewnętrznych i zewnętrznych na potrzeby podejmowania decyzji marketingowych. To metoda ciągłego planowania, zbierania i przechowywania oraz analizy danych. 
System informacji marketingowej ułatwia podejmowanie dwóch kategorii decyzji: programowanych i nieprogramowanych. SIM powinien być okresowo weryfikowany w celu oceny wartości dostarczonych informacji i sformułowania zapotrzebowania na nowe informacje. Wyniki badań marketingowych i informacje uzyskane z systemu informacji marketingowej są względem siebie komplementarne. Ze względu na potrzebę sprawnego przetwarzania dużej liczby danych, SIM funkcjonuje zazwyczaj przy wykorzystaniu techniki komputerowej.

## Do podstawowych składników SIM należą
- źródła danych: wewnętrzne i zewnętrzne
- podsystem gromadzenia danych i wprowadzenia ich do banku danych
- podsystem opracowania raportów specjalnych
- podsystem rutynowego udostępniania informacji z banku
- bank modeli i technik analitycznych
- bank danych[1]

## Do szczególnych zadań SIM należą
- wspieranie procesu decyzyjnego
- wyeliminowanie błędnych decyzji
- zmniejszenie strat informacyjnych
- efektywne wykorzystanie dostępnej informacji
- redukcja kosztu
- zwiększenie szybkości analizy problemów i podejmowania decyzji
- dostarczenie wiedzy o otoczeniu
- spełnienie roli środka komunikacji z otoczeniem